# محمد أمين أسدي
محمد أمين أسدي (بالفارسية: محمد امین اسدی) هو لاعب كرة قدم إيراني في مركز الهجوم، ولد في 24 ديسمبر 1998 في قم في إيران. لعب مع نادي برسبوليس.

## وصلات خارجية
- محمد أمين أسدي على موقع قاعدة بيانات كرة القدم.إي يو (الإنجليزية)
- محمد أمين أسدي على موقع Soccerway.com (الإنجليزية)
- محمد أمين أسدي على موقع عالم كرة القدم.نت (الإنجليزية)